# Josephina Frederica Dessauer
Josephina Frederica Dessauer
Aschaffenburg 27/03/1840 – Turnhout 21/06/1904
was een drukker en uitgever in de tweede helft van de negentiende eeuw. Van 1866 tot 1900 leidde zij de firma Brepols.
Dochter van een papierfabrikant uit Aschaffenburg (Beieren), huwde op 27/12/1860 met Jan Guillaume Dierckx, bedrijfsleider van de firma Brepols & Dierckx Zoon te Turnhout. 
Zij kregen één zoon, Guillaume L. Dierckx, die in 1885 overleed.
Na het overlijden van haar echtgenoot in 1866, nam ze de leiding van het bedrijf over. Ze hertrouwde in 1867 met Arthur Dufour, hoofdingenieur Bruggen en Wegen. Ze kregen twee kinderen, Bertha in 1868 en François in 1871. Deze laatste zou op termijn de leiding van de firma overnemen.
Onder haar directe leiding, van 1866 tot 1900, kende het bedrijf een grote bloei. In 1869, 1885, 1888 en 1893 worden diverse bedrijfsgebouwen opgericht, die ook met moderne machinerie uitgerust worden. Commercieel wordt de wereldmarkt intensief en succesvol bewerkt met speelkaarten, sierpapier en religieuze boeken. In 1881 worden meer dan 500.000 boeken gedrukt. De export is goed voor 80% van de omzet.
BAETENS, R., BREPOLS, drukkers en uitgevers 1796-1996, Turnhout, 1996, p. 97-103